# Sergei Wiktorowitsch Lawrow

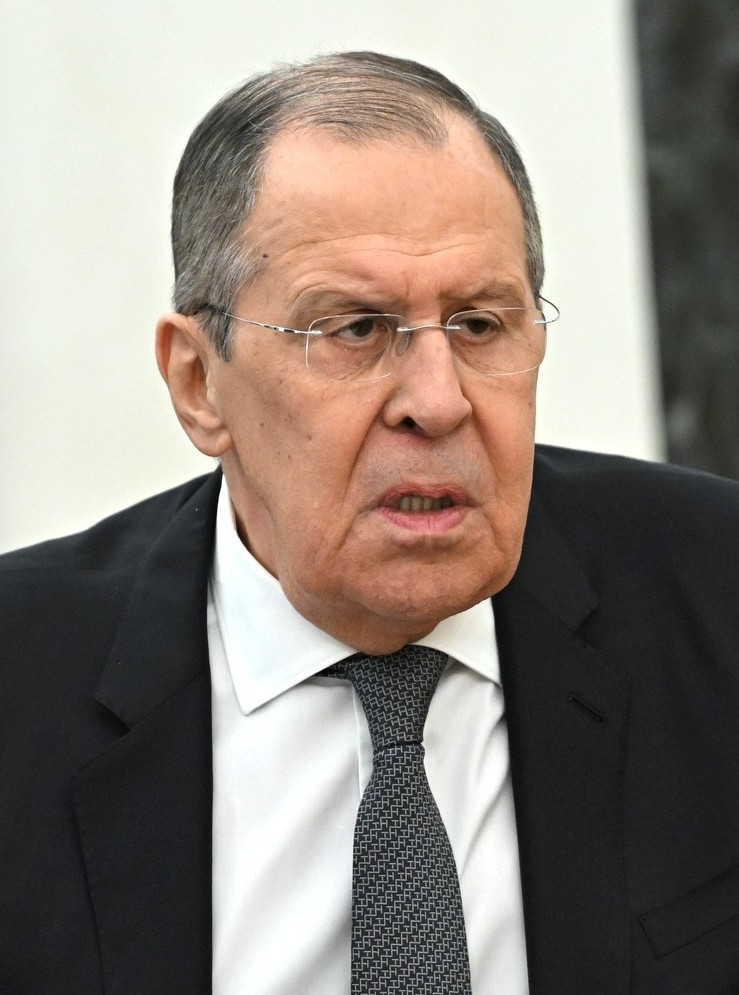
Sergei Lawrow (2022)

Sergei Wiktorowitsch Lawrow (russisch Серге́й Ви́кторович Лавро́в Sergej Viktorovič Lavrov; * 21. März 1950 in Moskau, Russische SFSR, Sowjetunion) ist ein russischer Diplomat und seit März 2004 der Außenminister der Russischen Föderation. Er ist Mitglied der Partei Einiges Russland.

## Ausbildung und Laufbahn als Diplomat
Sergei Lawrow besuchte die Moskauer Schule Nr. 607 mit vertiefter Englischausbildung, die er mit einer Silbermedaille abschloss. Eines seiner Lieblingsfächer war zu diesem Zeitpunkt nach eigenen Angaben Physik.
Nach der Schule begann Lawrow ein Studium an der Ostabteilung des Moskauer Staatlichen Instituts für Internationale Beziehungen (MGIMO). Dort lernte er neben Englisch und Französisch auch Singhalesisch und Dhivehi, die Sprache der Malediven. Nach Abschluss seines Studiums im Jahr 1972 trat Lawrow seine erste Stelle als Diplomat in der sowjetischen Botschaft in Sri Lanka an, das im Mai desselben Jahres von einem britischen Dominion zu einer sozialistischen Republik wurde. Nach vier Jahren kehrte Lawrow nach Moskau zurück, wo er ab 1976 in der Abteilung für internationale Organisationen im sowjetischen Außenministerium arbeitete.
Im Jahr 1981 wurde Lawrow für sieben Jahre zur Ständigen Vertretung der Sowjetunion bei den Vereinten Nationen (UN) nach New York City entsandt, wo er die Ämter des Ersten Sekretärs, Botschaftsrats und zweiten Botschaftsrats bekleidete. Anschließend kehrte er 1988 erneut nach Moskau zurück und wurde stellvertretender Leiter der Abteilung für internationale Wirtschaftsbeziehungen und später Direktor der Abteilung für internationale Organisationen und Globale Probleme des sowjetischen Außenministeriums. Dieses wurde im Zuge des Zerfalls der Sowjetunion im Jahr 1992 in die Strukturen des Außenministeriums der Russischen Föderation überführt.
Bereits im Jahr 1992 wurde er zum stellvertretenden Außenminister der Russischen Föderation ernannt. Dieses Amt bekleidete er für zwei Jahre und kehrte 1994 als ständiger Repräsentant Russlands bei der UN und als Vertreter Russlands im UN-Sicherheitsrat nach New York zurück. In dieser Funktion machte sich Lawrow mit einer Reihe von internationalen Problemen vertraut. Er nahm unter anderem an den Sitzungen teil, die sich mit den Kriegen in Jugoslawien, dem Irak, dem Nahen Osten, Afghanistan und dem sogenannten Krieg gegen den Terror als Folge der Terroranschläge am 11. September 2001 in New York befassten. In dieser Zeit erlangte Lawrow zunehmend Bekanntheit in der russischen und internationalen Presse.
Vor der russischen Präsidentschaftswahl 2004 wurde Lawrow im Zuge einer Neubildung der russischen Regierung vom Posten des Botschafters bei den Vereinten Nationen abgezogen und am 9. März 2004 vom russischen Staatspräsidenten Wladimir Putin als Außenminister in das Kabinett des Ministerpräsidenten Michail Fradkow berufen. Lawrow wurde Nachfolger von Igor Iwanow, der auf den Posten des Sekretärs des Sicherheitsrats der Russischen Föderation wechselte.

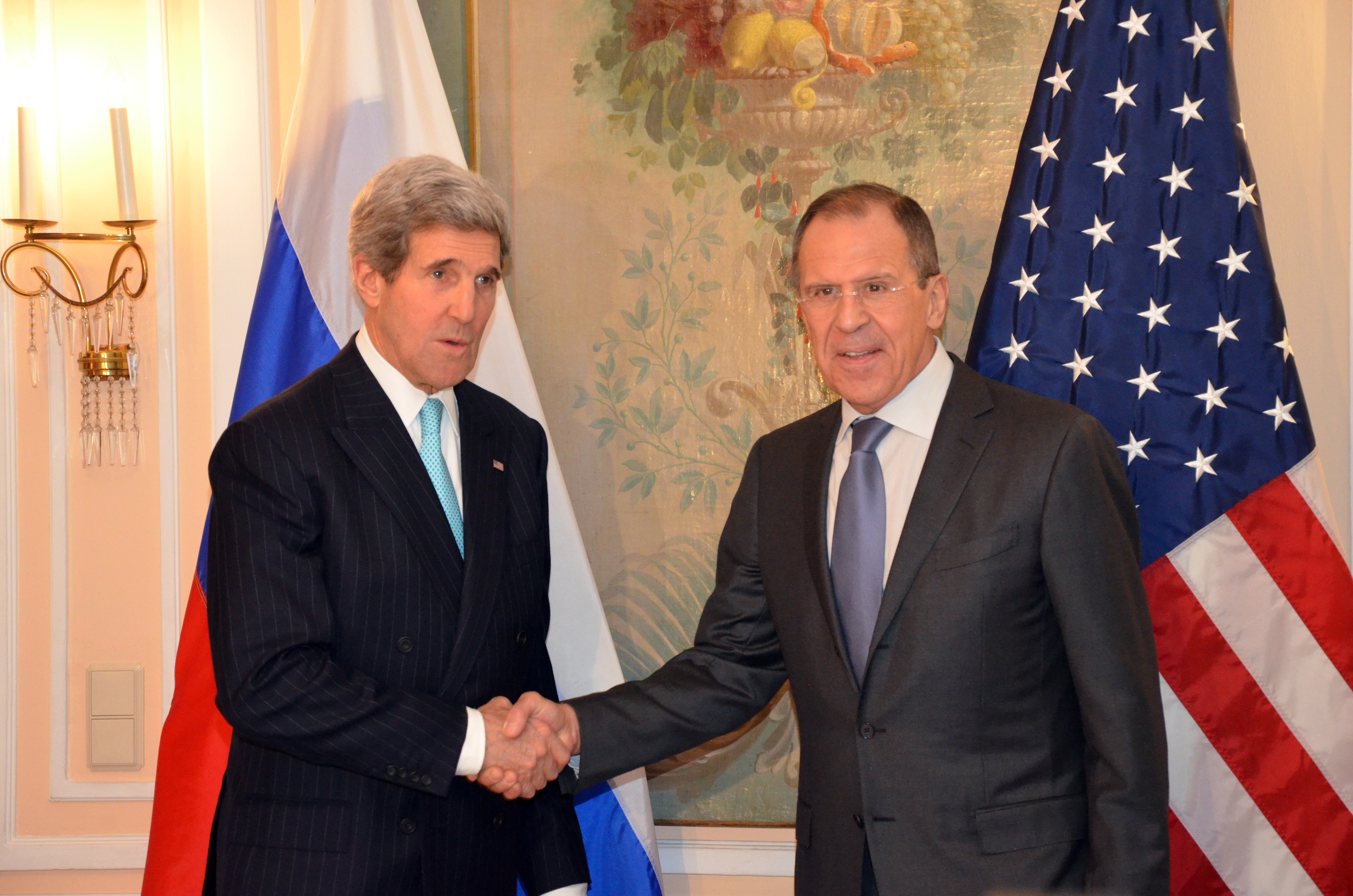
Sergei Lawrow (rechts) zusammen mit seinem US-amerikanischen Amtskollegen John Kerry (links) auf der Münchner Sicherheitskonferenz im Jahr 2014

Lawrow bekleidet das Amt des Außenministers der Russischen Föderation durchgängig seit 2004. Er ist damit nach Saud ibn Faisal (40 Jahre) und Andrei Gromyko (28 Jahre) der am längsten amtierende Außenminister der Welt. Er war Mitglied in den Regierungen Fradkow I, Fradkow II, Subkow, Putin II, Medwedew I, Medwedew II, Mischustin. und Mischustin II.
Die russische Regierung lehnte die westliche Praxis der Wahlbeobachtung, um Unregelmäßigkeiten bei Wahlen festzustellen, ab und Lawrow erklärte, Wahlbeobachtungen seien nicht nur nicht sinnvoll, sondern seien auch zu einem Instrument der politischen Manipulation und zu einem destabilisierenden Faktor geworden.

„Russland wird niemals die Ukraine angreifen.“

Am 25. Februar 2022, nach dem russischen Angriff auf die Ukraine, wurde das Vermögen von Lawrow in den Mitgliedsländern der EU eingefroren. Ebenso wurde das Vermögen Lawrows durch die US-Regierung, die Regierung Kanadas und die Regierung des Vereinigten Königreiches sanktioniert.

„Russland hat die Ukraine nicht angegriffen.“

Infolge des russischen Angriffskrieges wurde Lawrow auf internationalem Parkett, wie dem Außenministertreffen in Vorbereitung auf den G20-Gipfel auf Bali 2022, von den Staaten der westlichen Welt gemieden. Spätestens im Jahr 2022 hatte sich Lawrows diplomatisches Auftreten durch die international zunehmende Isolation Russlands gewandelt. Im April 2024 unterstrich er seine Unterstützung des russischen Herrschaftsanspruch auf die Ukraine, indem er sagte, dass höchstens die Zukunft der Westukraine unklar sei, ansonsten werde es eine Ukraine geben, „die wahrhaft russisch ist, die Teil der russischen Welt sein will, die Russisch sprechen will und ihre Kinder erzieht“. Etwas anderes stehe, so Lawrow, gar nicht zur Debatte.

## Kontroversen

### Vorwurf des offenen Lügens
Karl Schlögel schrieb 2015, dass nicht nur auf russischen Pressekonferenzen Lügen und Demagogie Einzug gehalten hätten, sondern dass selbst Lawrow „alle Hemmungen fallen gelassen“ habe und mit demagogischer Rhetorik Lügen verbreite wie den „Genozid in der Ukraine“, womit diese Lüge talkshowtauglich geworden sei; oft gebe es keine Widerrede, weil die bemühten Moderatoren unter dem Druck der Objektivität stünden, wonach die Wahrheit nicht ermittelbar sei, sondern immer irgendwo in der Mitte liege.
In die Affäre um die angebliche Vergewaltigung eines russlanddeutschen Mädchens aus Berlin (Fall Lisa) im Januar 2016 durch Flüchtlinge schaltete sich Lawrow persönlich ein und warf den deutschen Ermittlungsbehörden bei der Aufklärung des Falls bewusste Vertuschung vor: „Ich hoffe, dass diese Migrationsprobleme nicht zum Versuch führen, die Wirklichkeit aus irgendwelchen innenpolitischen Gründen politisch korrekt zu übermalen.“ Der deutsche Außenminister Frank-Walter Steinmeier kritisierte daraufhin seinen russischen Amtskollegen scharf und warnte davor, die wahrheitswidrigen Berichte für politische Propaganda zu instrumentalisieren.
Der Rechtsanwalt und Bundesinnenminister Deutschlands von 1978 bis 1982 Gerhart Baum sagte im März 2022 im Sender RTL, dass Lawrow „seit Jahrzehnten ein notorischer Lügner“ ist.
Der ukrainische Schriftsteller Severyn Korab spricht in einem Gastbeitrag in der Neuen Zürcher Zeitung von Lawrow in Zusammenhang mit dem Überfall Russlands auf die Ukraine 2022 als „Diener des Bösen“ und „Aristokrat der Apokalypse“.

### Undiplomatische Auftritte
In einem Telefongespräch mit dem britischen Außenminister David Miliband im September 2008, einige Wochen nach dem Kaukasuskrieg 2008 (Augustkrieg), soll Lawrow seinen Amtskollegen mit den Worten „Who the fuck are you to lecture me?“ („Wer zum Teufel sind Sie denn, mich zu belehren?“) beschimpft haben. Einen Tag später relativierte Lawrow seine Aussage auf einer Pressekonferenz in Sochumi: „Miliband versuchte immer wieder Saakaschwili als einen großen Diplomaten zu preisen. Ich habe lediglich ein Zitat eines meiner europäischen Kollegen über Saakaschwili angeführt und selber keine Schimpfwörter verwendet.“
Im August 2015 leistete sich Lawrow einen weiteren unflätigen Ausdruck, als er auf einer Pressekonferenz mit dem Außenminister Saudi-Arabiens in Moskau die Anwesenden als „Dummköpfe“ bezeichnete. Unklar war jedoch, wen genau er damit meinte.
Beim Antrittsbesuch des deutschen Außenministers Heiko Maas forderte dieser mehr Ehrlichkeit. Aussagen Lawrows bei diesem Treffen zeugten jedoch laut Neuer Zürcher Zeitung von „stossender Geschichtsvergessenheit“.
Anfang Mai 2022, etwa zwei Monate nach dem Überfall auf die Ukraine, den Russland unter anderem mit der Behauptung begann, dass dort „Nazis regieren“ würden, versuchte Lawrow im italienischen Fernsehen das Argument, dass der ukrainische Präsident Wolodymyr Selenskyj ein Jude ist und daher kein Nazi sein könne, so zu entkräften: „Adolf Hitler hatte auch jüdisches Blut. Das heißt überhaupt nichts. Das weise jüdische Volk sagt, dass die eifrigsten Antisemiten in der Regel Juden sind.“ Daraufhin beschwerte sich Israel beim russischen Botschafter in Israel und verlangte dabei eine Entschuldigung. Nach israelischen Angaben hat sich Putin beim israelischen Ministerpräsidenten Naftali Bennett dafür entschuldigt, welcher die Entschuldigung annahm. Der Kreml äußerte sich nicht dazu.
Hatte Lawrow noch im April 2022 bestritten, dass Russland einen Regierungswechsel in der Ukraine anstrebe, bestätigte er dies erstmals auf einer Auslandsreise im Juli 2022 in Kairo: „Wir helfen dem ukrainischen Volk auf jeden Fall, sich von dem absolut volks- und geschichtsfeindlichen Regime zu befreien.“ Das russische und ukrainische Volk würden künftig zusammenleben.
Kurz vor dem Gipfeltreffen zwischen Trump und Putin in Alaska sorgte Lawrow bei seiner Ankunft in Anchorage für Aufsehen, da er unter einer Weste offenbar ein Shirt mit der Aufschrift „CCCP“ trug – das Kürzel für die Sowjetunion, zu der die Ukraine als Teilstaat gehörte. Kurz vor dem Treffen mit Donald Trump wirkte das wie eine gezielte Provokation.

### Vergiftung von Sergei Skripal
Der ehemalige russische Spion Sergei Skripal und seine Tochter Julija wurden am 4. März 2018 im englischen Salisbury  bewusstlos aufgefunden und mit Anzeichen einer Vergiftung in eine Klinik eingeliefert. Julija Skripal lag nach dem Attentat 20 Tage im Koma. Ihr Vater wurde erst im Juni 2018 aus dem Krankenhaus entlassen. Lawrow bemerkte sinngemäß, dass der Einsatz eines solchen Nervengifts bei einem ehemaligen Spion und seinem Kind ein sehr schlimmes Verbrechen sei.
Die Untersuchung habe ergeben, dass die Skripals mit Nowitschok vergiftet wurden, einem tödlichen Nervenkampfstoff, der vom sowjetischen Militär entwickelt und seit dem Zweiten Weltkrieg nicht mehr in Europa eingesetzt wurde, so Theresa May.
Lawrow äußerte sich empört darüber, dass Russland der „konsularische Zugang“ zu dem ehemaligen russischen Spion Skripal und seiner Tochter verweigert wurde. Er äußerte einen Verdacht, nämlich dass die Skripals und der Polizist sich „auf wundersame Weise gut erholt“ hätten.
Lawrow beschuldigte Großbritannien, Beweise aus dem Skripal-Vergiftungsfall „vernichtet“ zu haben. Die Maßnahmen der britischen Regierung und der britischen Behörden deuteten – so seine Behauptung – auf eine „konsequente physische Vernichtung der Beweise“ hin. Der Grund für dieses von ihm der britischen Regierung unterstellte Verhalten seien Hintergedanken, so Lawrow, nämlich sinngemäß, dass sie „sicherlich politisch von dem profitiert, was vor sich geht, und es ist eine interessante Situation, in der ein Land, das die EU verlässt, die EU-Politik gegenüber Russland bestimmt“.

### Korruptionsvorwürfe
Im September 2021 veröffentlichte die Organisation Stiftung für Korruptionsbekämpfung des russischen oppositionellen politischen Bloggers Alexei Nawalny eine Recherche, in der Lawrow vorgeworfen wird, eine Beziehung mit einer Mitarbeiterin des Außenministeriums zu führen und im Rahmen von Geschäftsreisen gemeinsam mit ihr Häuser und Jachten des russischen Oligarchen Oleg Deripaska genutzt zu haben. Außerdem soll er sich persönlich bei den US-amerikanischen Behörden für Deripaska eingesetzt haben, um ihm zu einer US-amerikanischen Staatsbürgerschaft zu verhelfen.

## Familie und Privatleben
In der offiziellen Biographie des russischen Außenministeriums findet sich lediglich, dass er 1950 geboren wurde und „Russe“ ist. Nach anderen Quellen wurde er als Sohn eines Armeniers namens Kalantarov/Kalantaryan aus Tiflis und einer Russin aus Moskau geboren. Seine Mutter war beim Außenhandelsministerium der Sowjetunion beschäftigt. Im Februar 2005 soll Lawrow Studenten der slawischen Universität in Jerewan gegenüber seinen Herkunftsort Tiflis in Georgien und seine armenischen Wurzeln erwähnt haben.
Sergei Lawrow ist mit Marija Alexandrowna Lawrowa verheiratet. Sie haben eine Tochter und zwei Enkelkinder.
Seine inoffizielle Partnerin seit Anfang der 2000er Jahre soll Swetlana Poljakowa (* 28. November 1970) sein. Sie soll ihn auf jeder Auslandsreise begleitet haben, über sechzigmal in einem Dienstflugzeug. Poljakowas heute 26-jährige Tochter Polina Kowalewa aus einer früheren Beziehung machte einen Master-Abschluss am Imperial College London und kaufte im Alter von 21 Jahren eine Wohnung in Kensington für 4,4 Millionen Pfund. Sie bezahlte sie in bar. Im März 2022, einen Monat nach dem Beginn des russischen Überfalls auf die Ukraine, verhängte die britische Regierung Sanktionen gegen Polina Kowalewa: ihr Vermögen ist eingefroren, und sie darf nicht mehr nach Großbritannien einreisen.
Lawrow ist russisch-orthodoxen Glaubens und Ehrenmitglied in der Kaiserlichen Orthodoxen Palästina-Gesellschaft, die Pilgerreisen ins Heilige Land organisiert und russische Interessen im Nahen Osten vertritt.
Sergei Lawrow spielt Gitarre und schreibt Gedichte. Eines davon wurde zur Hymne seiner einstigen Hochschule MGIMO. In seiner Freizeit spielt er gern Fußball und geht jedes Jahr „mit Freunden in der freien Natur“ wandern.
Lawrow ist ein starker Raucher. Im Herbst 2003 protestierte er gegen die Entscheidung des damaligen UN-Generalsekretärs Kofi Annan, die das Rauchverbot im UN-Hauptquartier zum Gegenstand hatte. 2010 wurde ihm gemeinsam mit allen weiteren Ministern von Ministerpräsident Wladimir Putin das Rauchen untersagt. Am 14. November 2022, nach seiner Ankunft beim G20-Gipfel auf Bali 2022, berichtete die Associated Press unter Berufung auf indonesische Beamte, dass Lawrow wegen Herzproblemen in ein Krankenhaus eingeliefert worden sei. Lawrow selbst wies diese Darstellung als Fälschung westlicher Medien zurück.

## Auszeichnungen

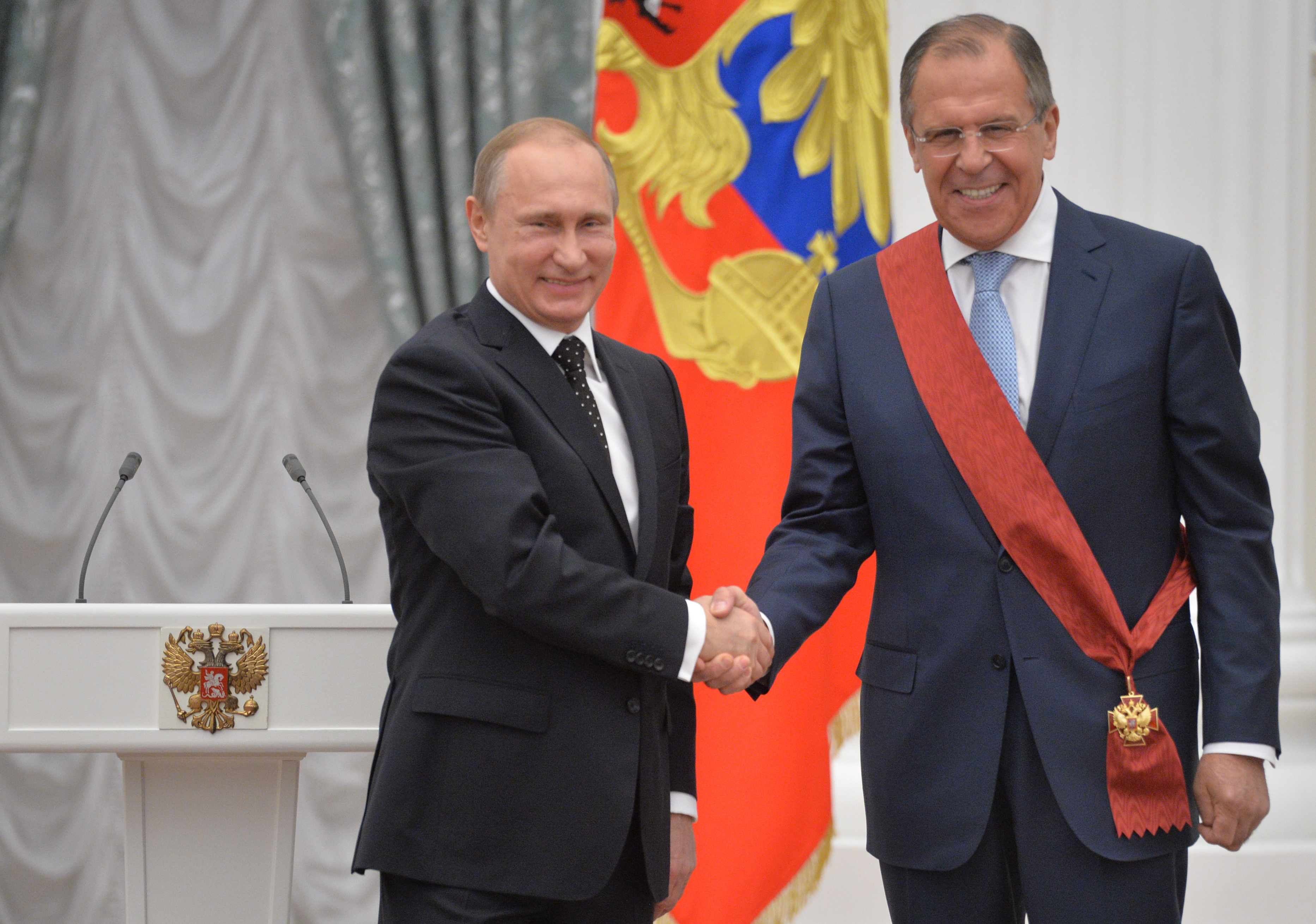
Wladimir Putin und Sergei Lawrow im Mai 2015 bei der Zeremonie zur Ordensverleihung im Kreml.

Sergei Lawrow ist Träger folgender Titel und Orden:
- Held der Arbeit der Russischen Föderation (2020)[48]
- St. Agatha-Orden (San Marino, 2019)
- Orden der Republika Srpska (2018)[49]
- Dostyk-Orden Klasse I (Kasachstan, 2012)[50]
- Orden des Heiligen Mesrop Maschtoz (Armenien, 2010)
- Orden der Freundschaft (Vietnam, 2009)
- Orden El Sol del Perú (2007)
- Orden der Völkerfreundschaft der Republik Belarus (2006)[51]
- Dostyk-Orden Klasse II (Kasachstan, 2005)[52]
- Orden der Freundschaft (Laos, 2005)[53]
- Verdienstorden für das Vaterland der 4. (1998), 3. (2005), 2. (2010) und 1. Klasse (2015)[54]
- Orden des heiligen Sergius von Radonesch[54]
- Orden der Ehre (Russland) (1996)

### Aberkannte Auszeichnungen
Lawrows Ehrendoktorwürde der norwegischen Universität Tromsø wurde ihm 2022 wegen seiner Beteiligung am Angriffskrieg gegen die Ukraine aberkannt.